# 塞迪洛
塞迪洛（義大利語：Sedilo），是意大利奥里斯塔诺省的一个市镇。总面积68.88平方公里，人口2274人，人口密度33.0人/平方公里（2009年）。ISTAT代码为095052。